# Канин, Ральф
Ральф Джулиан Канин (англ. Ralph Julian Canine, 1895—1969) — американский военный деятель, генерал-лейтенант, первый директор Агентства национальной безопасности США (1952—1956).

## Биография
Родился в 1895 во Флоре, Индиана, в семье директора местной школы. Получил медицинское образование в Северо-западном университете, после чего участвовал в Первой мировой войне в звании младшего лейтенанта. Служил в армии на различных должностях во Франции, и после окончания войны остался на военной службе. Во время Второй мировой войны служил начальником штаба XII корпуса, входившего в состав Третьей армии Джорджа Паттона во время боевых действий во Франции в 1944. После войны был назначен командиром Первой пехотной дивизии — одна из наиболее престижных должностей в американской армии.
В 1951 году Ральф Канин стал директором «Агентства безопасности вооруженных сил» (AFSA). Через год, в 1952 году, после создания Агентства национальной безопасности, стал его первым директором и находился в этой должности до 1956 года.
Скоропостижно скончался от легочной эмболии в марте 1969 года, похоронен на Арлингтонском национальном кладбище.
В 1999 году его имя было увековечно в Зале Славы Агентства национальной безопасности.